# Species nova

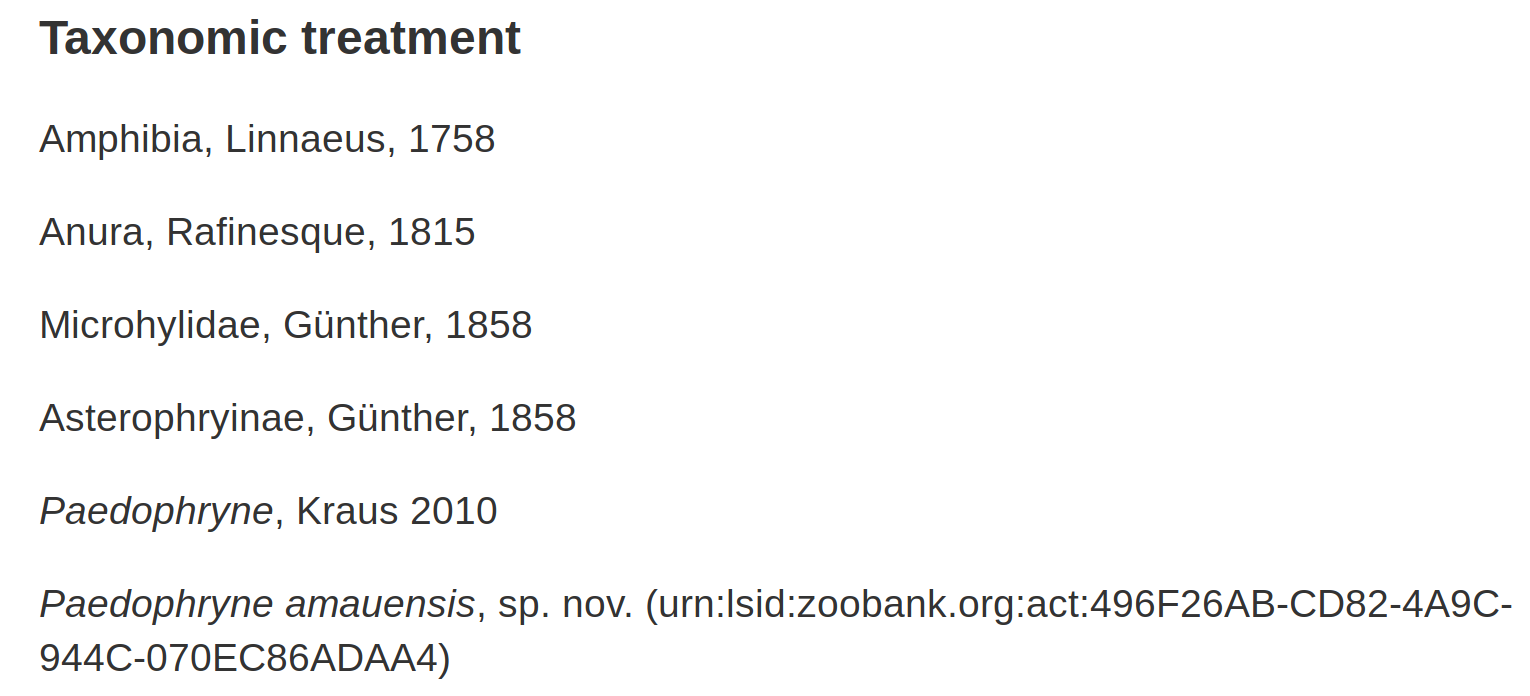
Tratarea taxonului pentru Paedophryne amauensis sp. nov./>

În taxonomia biologică, o species nova; abreviat: sp. nov. abrevierea pluralului: spp. nov.) este o specie nouă.{ Expresia este latină, și este folosită după un nume binom care este publicat pentru prima dată.
Un exemplu este specia de broaște miniaturală, Paedophryne amauensis, descrisă inițial ca Paedophryne amauensis sp. nov. în PLOS ONE în 2012.
Termenul nu trebuie confundat cu combinatio nova, folosit atunci când un taxon numit anterior este mutat într-un gen sau specie diferită sau când rangul său este schimbat.